# سیارک ۹۰۰

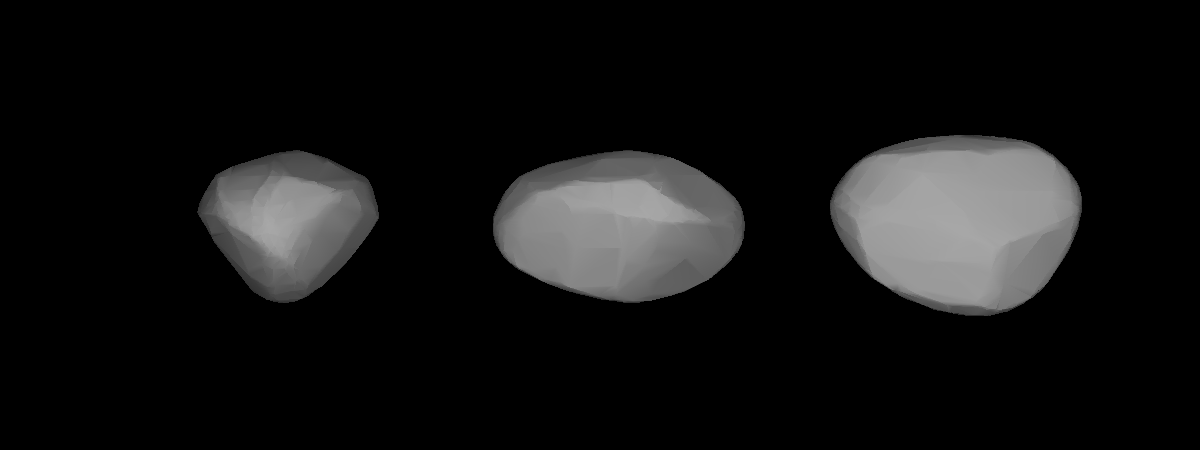
مدل سه‌بُعدی سیارک ۹۰۰ بر طبق منحنی نور آن

سیارک ۹۰۰ (به انگلیسی: 900 Rosalinde، نامگذاری:1918EC) نهصدمین سیارک کشف شده‌است که در ۱۰ اوت ۱۹۱۸ و در هایدلبرگ کشف شد.
قدر مطلق سیارک برابر ۱۱٫۷۴ است.